# 服部金太郎
服部金太郎（日语：／ Hattori Kintarō，1860年11月21日—1934年3月1日）為日本的企業家，服部鐘錶店的創業者，服部鐘錶店後來發展成現時的著名鐘錶製造商精工。創始初期以進口鐘錶的販售為主，爾後著手掛鐘、腕錶的製造與販售，慢慢擴大事業版圖，為精工鐘錶王國奠定基礎，也讓服部金太郎獲得「日本鐘錶王者」的美稱。

## 生平
服部金太郎1860年（萬延元年）出生於日本江戶京橋采女町（現東京都中央區）。服部自小學習書寫與算數，11歲時在家附近的雜貨中盤商接受經商教育。他抱持著「總有一天要擁有自己的店」的想法，對附近的舊鐘錶店特別有印象。他認為鐘錶店不只是販賣商品營利，也可以從之後的維修服務中獲取利潤。於是他14歲起就在日本橋與上野的鐘錶店學習鐘錶修理技術。西元1877年（明治10年）金太郎回到京橋采女町，開設「服部鐘錶修繕所」（日語：服部時計修繕所）。除了在住家經營鐘錶修理之外，同時也繼續在其他的鐘錶店擔任技師，貯備開店的資金。
西元1881年（明治14年），當時21歲的服部金太郎在住家附近創立了「服部鐘錶店」（日語：服部時計店），從古董店等地方低價買來鐘錶，加以修繕後再售出從中獲利。西元1883年（明治16年）將店遷移至鬧區銀座的巷中，並與橫濱的外國商社進行交易，開始販售進口鐘錶。在當時的日本還沒有嚴守付款日的習慣，延遲一兩個月的付款是稀鬆平常的事。服部因嚴守付款日期，獲得外國商社的信賴，將高額及新商品交由服部鐘錶店優先販賣。順利擴展事業的的他，在西元1887年（明治20年）將店遷移至人潮聚集的銀座磚瓦街一帶。
想要從事鐘錶製造的服部，延攬了當時負責懷錶修理的鐘錶職人吉川鶴彥，在西元1892年（明治25年）創立鐘錶製造工廠「精工舍」。繼掛鐘的成功製造之後，西元1895年（明治28年）精工舍成功製造懷錶，並開始在服部鐘錶店販售。此前，服部金太郎於西元1894年（明治27年）買下銀座四丁目熱鬧的街角店舖，創設了有著巨大鐘塔的鐘錶店。銀座的地標－服部的鐘塔（今和光百貨）就此誕生。西元1913年（大正2年）成功地製造並販售日本第一只國產的腕錶LAUREL。西元1917年（大正6年）服部鐘錶店改組為株式會社服部鐘錶店。而後開始向清朝出口腕錶，搭著第一次世界大戰的戰時需求，服部鐘錶店的事業大幅成長，在亚洲市場甚至和歐美品牌媲美。因此服部金太郎在鐘錶產業佔有極重要的一席之地。
然而，西元1923年（大正12年）發生的關東大地震讓服部鐘錶店與精工舍燒毀大半。服部一度感到非常沮喪，但還是立即著手精工舍的復原。隔年3月掛鐘恢復生產，12月即恢復販售腕錶。並於西元1925年成功地將被視為困難重重的腕錶量產化。西元1927年（昭和2年）服部金太郎被選為貴族院議員。西元1932年（昭和7年）他重建了新的服部鐘錶店本店，完成了現在鐘塔。兩年後的西元1934年（昭和9年），服部金太郎因病與世長辭，享年73歲。
在那之後，服部鐘錶店於西元1969年發售了世界第一只石英腕錶ASTRON；西元1973年發表了世界第一只顯示六位數的腕錶；西元1999年發售了搭載結合機械與石英機芯二者優點的第三類機芯－世界第一只SPRING DRIVE腕錶；西元2012年發表全球第一只GPS太陽能腕錶等，成為日本鐘錶產業代表，也以『享譽全球的服部SEIKO』之譽．在全球鐘錶產業佔有一席之地。

## 永遠領先一步
金太郎的經營理念可以用他的說話來概括：「所有商人都必須洞察先機，比世間眾人走前一步。但是，只要領先一步就好。假如走得太前面，將成為偏離民意的預言家。商人切記不可讓自己成為預言家。」他也曾回顧「當大家都還只跟本國人交易時，我已經跟外國商社進貨；當大家開始跟外國商社交易時，我已經直接從國外引進商品；當大家都直接進口商品時，我們已經開始自力生產了。像這樣，當大家都開始自製的時候，我們便努力地領先大家推出更進一步的商品。」
自服部鐘錶店於西元1913年成功地製造並販售日本國產的第一只腕錶LAUREL，西元2013年迎接了自製腕錶的100週年。以此為念，精工推出了「服部金太郎特別限定款」腕錶。此款以2012年發表的全球第一只GPS太陽能腕錶ASTRON為原型，背蓋的中央部分刻有S型字樣，為西元1900年（明治33年）金太郎登錄的商標。字樣的周邊刻有（永遠領先一步）的字樣，是服部鐘錶店創業以來第一只以服部金太郎本人為名發售的錶款。

## 服部報公會
西元1930年（昭和5年），古稀之年的服部投入了約300萬日圓個人資產，成立了「服部報公會」－一個獎勵發明、以研究學術為目的的基金會。他抱持著這樣的信念：「對於我國鐘錶產業的崛起，我所貢獻並獲得的一切，其實都是來自於國家與社會的恩惠。」日本第一位諾貝爾獎得主、物理學家湯川秀樹也曾經獲得服部報公會的獎學金。

## 服部洋館
1933年（昭和8年），服部金太郎在東京都港區白金建設了一幢洋館。洋館由活躍於大正、昭和時期的著名建築師高橋貞太郎設計，佔地16,815平方米。但是直至第二次世界大戰完結、駐日盟軍總司令進駐日本並接收這幢洋館之後，「服部洋館」才廣為人知。1945年12月起的一年間，包括首席檢察官約瑟·B·基南在內等10位遠東國際軍事法庭檢察官暫居在洋館內；1948年8月起，東京審判判決書的翻譯作業也在洋館裡進行。翻譯作業期間，洋館周圍架起了刺鐵絲圍欄，翻譯員也不可離開洋館，以保持機密。。

## 関連項目
- 精工
- 精工愛普生

## 外部連結
- 服部金太郎物語（The SEIKO Museum官方網站）（日文）
- 台灣精工國際股份有限公司・關於精工 （页面存档备份，存于）
- 服部報公會 （页面存档备份，存于） （日文）